# Soleneiscus olynthus
Soleneiscus olynthus är en svampdjursart som först beskrevs av Borojevic och Boury-Esnault 1987.  Soleneiscus olynthus ingår i släktet Soleneiscus och familjen Soleneiscidae. Inga underarter finns listade i Catalogue of Life.